# Antiguas escuelas de Terán
Las antiguas escuelas de Terán son un edificio neoclásico español situado en Terán en el municipio de Cabuérniga, en Cantabria.

## Descripción
De estilo neoclásico, sus muros exteriores son de piedra de mampostería, mientras que su cuerpo central contiene elementos de sillería.

## Historia
Fueron construidas a mediados del siglo XIX para dar servicio a los habitantes del Valle de Cabuérniga. En 1986, el edificio fue vendido por el Ayuntamiento de Terán a un propietario particular. En 2001, el gobierno autonómico incluyó el edificio como bien de Patrimonio Cultural de Cantabria.
En 2016, la asociación Hispania Nostra, dedicada a la protección del patrimonio cultural en peligro de extinción, incorporó a las antiguas escuelas de Terán a su lista roja debido al estado de ruina y abandono en que se encontraban. Posteriormente, en 2019, la asociación cultural La Castañera de Terán de Cabuérniga denunció esta misma situación ante la Fiscalía.